# Johannes Galliculus
Johannes Galliculus (Alectorius, Hähnel, Hennel) (Dresden, rond 1490 — Leipzig, 1550) was een Duitse muziektheoreticus en componist.

## Leven
Over zijn leven is niet veel bekend. In 1505 schreef hij zich onder de naam Hennel in aan de Universiteit Leipzig. Rond 1520 werd hij gewonnen voor de ideeën van Maarten Luther  en had contact met de mensen rond muziektheoreticus en boekdrukker Georg Rhau. In de kring rond Rhau verschenen ook composities en muziekverzamelingen in druk.

## Werken
Naast zijn theoretische Werken, waarin het er om  gaat de Latijnse mis ook muzikaal aan de behoeften van de Reformatie aan te passen,  schreef hij twee missen, motetten, een Magnificat en verdere geestelijke muziek. Zijn Markuspassion is een belangrijk werk voor de vroege protestantse Duitse muziek. Hij geldt als opvolger van Heinrich Isaac.
- Biblioteca Nacional de España: XX936850
- Bibliothèque nationale de France: cb139887866 (data)
- CiNii: DA10951519
- Gemeinsame Normdatei: 123952239
- International Standard Name Identifier: 0000 0000 7975 9415
- Library of Congress Control Number: n81054188
- Nationale Bibliotheek van Israël: 987007332183905171
- Nederlandse Thesaurus van Auteursnamen: 26061212X
- LIBRIS: 208646
- Système universitaire de documentation: 116306513
- Virtual International Authority File: 322150323886609971732